# 豊田市立飯野小学校
豊田市立飯野小学校（とよたしりつ いいのしょうがっこう）は、愛知県豊田市藤岡飯野町にある公立小学校。

## 概要
- 豊田市の北西部の石飛町、折平町（一部）、上渡合町、木瀬町 、北一色町（一部）、迫町、藤岡飯野町、深見町（一部）が校区である。公立中学校に進学する場合は豊田市立藤岡中学校へ進学する [1]。
- 旧・西加茂郡藤岡町の小学校であり、藤岡町の中心部が校区であった。

## 沿革
- 1874年（明治7年）7月 - 西加茂郡飯野村に飯野学校が開校。林宗寺[注釈 1]を仮校舎とする。
- 1882年（明治15年） - 民家を仮校舎とする。
- 1887年（明治20年） - 尋常小学校飯野学校に改称する。
- 1889年（明治22年）10月1日 - 飯野村、西中山村、深見村、田茂平村、迫村、北一色村、石飛村が合併し、藤河村が発足。
- 1892年（明治25年） -
  - 飯野尋常小学校に改称する。
  - 白川尋常小学校木瀬分教場が独立し、木瀬尋常小学校となる。
- 1896年（明治29年） - 飯野村字辻戸に校舎を新築し、移転する。
- 1903年（明治36年） - 校舎を増築する。
- 1906年（明治39年）4月1日 - 藤河村、高岡村、富貴下村の一部（上川口・下川口）と合併し、藤岡村が発足。
- 1907年（明治40年） - 飯野尋常小学校は藤岡第三尋常小学校に改称する。木瀬尋常小学校は藤岡第一尋常小学校に改称する。
- 1908年（明治41年）
  - 4月 - 藤岡第三尋常小学校が藤岡第一尋常小学校を統合し、藤岡尋常小学校に改称する。それぞれの校舎を分教室とする。
  - 6月 - 高等科を設置し、藤岡尋常高等小学校に改称する。
- 1910年（明治43年）7月29日 - 藤岡村大字飯野字仲の下に統合校舎が完成する。各分教場を廃止する。
- 1926年（大正15年）
  - 4月 - 中央補習学校を併設する。
  - 7月 - 青年訓練所を併設する。
- 1941年（昭和16年）4月1日 - 藤岡村中央国民学校に改称する。
- 1947年（昭和22年）
  - 4月1日 - 藤岡村立中央小学校に改称する。
  - 6月1日 - 藤岡村立飯野小学校に改称する。
- 1955年（昭和30年）1月 - 校舎を増築する。
- 1963年（昭和38年）1月1日 - 現在地の校舎を新築し、移転する。
- 1977年（昭和52年）8月 - 藤岡中学校との共用プールが完成する。
- 1978年（昭和53年）4月1日 - 藤岡村が町制施行し藤岡町となる。同時に藤岡町立飯野小学校に改称する。
- 1997年（平成9年） - 鉄筋コンクリート造3階建ての新校舎が完成。
- 2005年（平成17年）4月1日 - 藤岡町が豊田市へ編入される。同時に豊田市立飯野小学校に改称する。

## 児童数
- 1947年（昭和22年） - 401人
- 1957年（昭和32年） - 397人
- 1967年（昭和42年） - 254人
- 1977年（昭和52年） - 240人
- 1987年（昭和62年） - 386人
- 1997年（平成9年） - 722人

## 交通アクセス
- とよたおいでんバス藤岡・豊田線（加納経由）、藤岡・豊田線（西中山経由）、小原・豊田線「飯野」バス停より徒歩5分。

## 周辺施設
- 豊田市立藤岡中学校
- 愛知県立加茂丘高等学校
- 飯野ひかり幼稚園
- 豊田市藤岡支所
- 豊田市生涯学習センター藤岡交流館
- アイシン藤岡試験場